# Johannes von und zu Liechtenstein
Johannes z Liechtensteinu, zjednodušeně česky Jan z Lichtenštejna (6. ledna 1873 Vídeň – 3. září 1959 Hollenegg) byl člen knížecího rodu Lichtenštejnů. Sloužil jako námořní důstojník a diplomat rakousko-uherské monarchie.

## Životopis
Kníže Johannes z Lichtenštejna (dále Johannes Liechtenstein) se narodil jako páté dítě knížete Alfreda z Lichtenštejna (1842–1907) a jeho ženy Henriety Marie z Lichtenštejna(1843–1931). Dětství strávil na rodném zámku Hollenegg v západním Štýrsku.
Po ukončení gymnázia ve Vídni nastoupil vojenskou službu u císařského a královského námořnictva (K. u. k. Kriegsmarine) 7. října 1890 jako kadet. V roce 1894 byl povýšen do hodnosti kadet 2. třídy. Na palubě korvety SMS Said, které velel kapitán Moritz Sachs, se zúčastnil dálkové plavby do východní Asie a Austrálie. Navštívil přístavy Port Said, Aden, Colombo, Kalkata, Singapur, Batavia a Melbourne. Na podzim 1898 ve Velké Británii v loděnici Yarrow v hodnosti důstojnického zástupce (Linienschiffsfähnrich) se nalodil na nový torpédoborec SMS Cobra a spolu SMS Boa dopluli 6. prosince 1898 na námořní základnu v Pule.
Johannes Liechtenstein absolvoval speciální výcvik pro vedení torpédového a minového boje a stal se odborníkem v této oblasti. 1. prosince 1901 byl povýšen do hodnosti poručíka řadové lodi (Linienschiffsleutnant). V letech 1902–1903 se zúčastnil dálkové plavby do východní Asie a na Dálný Východ na pancéřovém křižníku SMS Kaiser Karl VI. pod velením kapitána řadové lodi Richarda Dregera. Navštívil přístavy jako Jokohama, Ósaka, Hakodate, Čemulpo (dnes Inčchon), ruskou enklávu na Šaotungském poloostrově s přístavem Daľnyj (dnes čínský Dalien) a hlavní základnu ruského Tichomořského loďstva přístav Vladivostok.

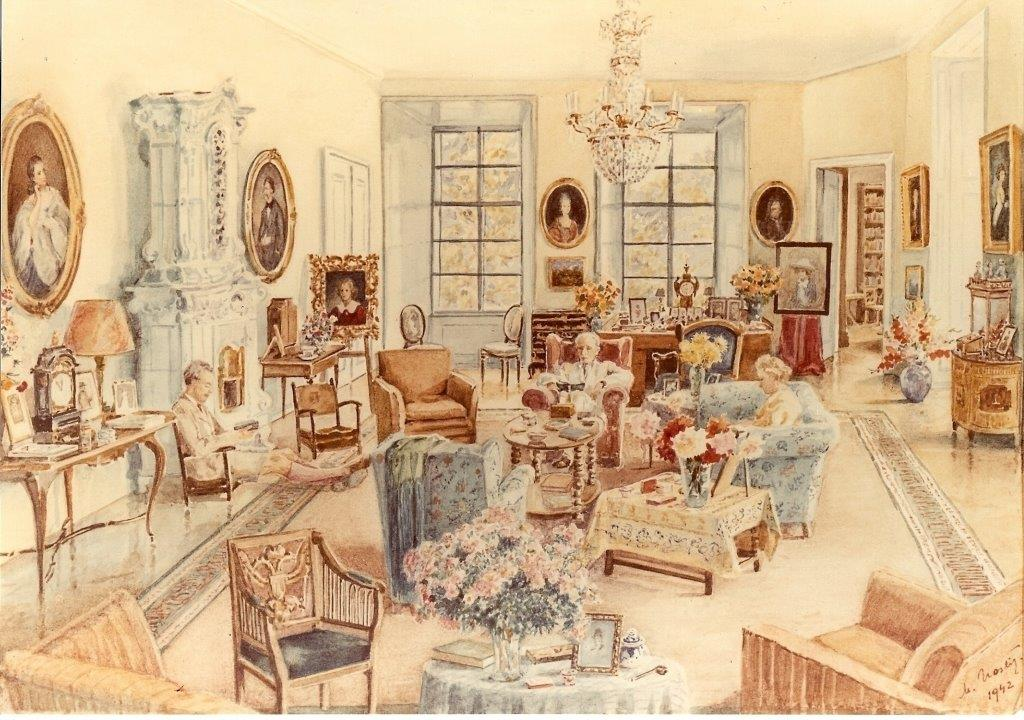
Johannes z Lichtenštejna s manželkou Marií Gabrielou a synem Emanuelem, na zámku Zahrádky u České Lípy kolem roku 1942.

V letech 1906–1909 zastával velitelskou funkci u císařské a královské Dunajské flotily s hlavní základnou v Budapešti. V říjnu 1908 jako velitel říčního monitoru SMS Szamos se zúčastnil hlídkování u Bělehradu. V Budapešti nebyl jen námořním důstojníkem, ale plnil i důležitou úlohu politickou, upevňování vztahů rakouského císaře s uherskou šlechtou. V roce 1906 se oženil Marizzou (Marií Gabrielou) hraběnkou Andrássy ze Czikszentkirály a Krásnej Hôrky neteří hraběte Gyuly Andrássyho (1823–1890).

### Diplomatická služba
V letech 1910–1911 sloužil na SMS Taurus, stálé staniční lodi v Istanbulu. Loď byla součástí rakousko-uherského diplomatického zastoupení u Vysoké porty (úřad osmanského velkovezíra). Kníže Johannes Liechtenstein v Istanbulu krátce pobýval již v roce 1896. Jeho mise měla narovnat vztahy mezi Rakousko-Uherskem a Osmanskou říší, které byly narušeny v roce 1908 rakousko-uherskou anexí Bosny a Hercegoviny. Vzhledem k úspěšnému působení v Istanbulu byl vyslán v letech 1912–1915 jako vojenský a námořní atašé do Říma. Jeho pozice nebyla snadná v době horečného zbrojení a rozdílných zájmů obou států ve Středomoří. Z diplomatické služby byl odvolán na podzim 1915.

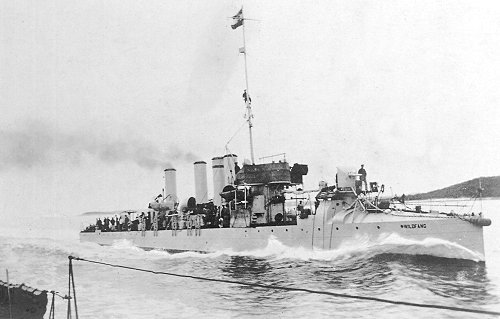
Torpédoborec SMS Wildfang, na kterém Johann Liechtenstein velel v letech 1915–1917

### První světová válka
Po návratu z diplomatické služby převzal velení na torpédoborci SMS Wildfang třídy Huszár, který byl součástí 4. divize II. torpédové flotily se základnou v Boce Kotorské. Od podzimu 1915 až do jara 1917 plnil úkoly týkající se protiponorkové hlídkové činnost, zajišťování doprovodů zásobovacích konvojů do Albánie, vyhledávání a záchrana létajících člunů rakousko-uherského leteckého sboru K. u. K. Seeflugwesenkorps nebo kladení min či zajišťování vlastních minolovek při likvidaci minových polí. V listopadu 1916 byl Johannes Liechtenstein povýšen do hodnosti fregatního kapitána (Fregattenkapitän) a od jara 1917 velel torpédoborci SMS Csepel třídy Tátra.

### Bitva v Otrantském průlivu
Nejvýznamnější akcí byla účast v námořní bitvě na Jadranu 14. a 15. května 1917, v bitvě v Otrantském průlivu. Fregatní kapitán Johannes Liechtenstein byl velitelem předvoje, který zajišťoval operaci hlavních sil pod velením kapitána řadové lodě Miklóse Horthyho. Fregatní kapitán Johannes Liechtenstein velel uskupení dvou torpédoborců SMS Csepel a SMS Balaton. Podle rozkazu kontradmirála Alexandra Hansy bylo úkolem torpédoborců narušit plavbu nepřátelských transportních konvojů a tím odlákat pozornost nepřítele od hlavních sil, které měly narušit protiponorkovou uzávěru v Otrantském průlivu. Po ukončení akce měly torpédoborce úlohu předvoje křižníkové flotily a podávat hlášení o pohybu nepřátelských plavidel. V rámci utajení operace byl rozkaz o vyplutí doručen na palubu SMS Csepelu dvě hodiny před zahájením operace. Skupina torpédoborců vyplula z Boky Kotorské po šesté hodině večer 14. května 1917. Po vyplutí na volné moře nabraly kurz na jih. Po obeplutí ostrova Sazan pokračovaly podél pobřeží jihovýchodním kurzem. 15. května krátce po třetí hodině ráno, 12 námořních mil severně od ostrova Fano, narazily na malý konvoj tří transportních lodí doprovázených italským torpédoborcem Borea. SMS Csepel zahájil palbu na italský torpédoborec a potopil jej. Torpédoborec SMS Balaton potopil dvě transportní lodi Carroccio a Verita. Třetí loď Bersagliere unikla ve tmě, její stav byl natolik vážný, že posádka ji opustila a nasedla do člunů. Boj trval méně než půl hodiny. Z blízké Valony, základny několika italských lodí, vyrazily posily na pomoc konvoji. Johannes Liechtenstein nasměroval svou skupinu na severozápad aby zajišťoval návrat Horthyho křižníků. Po šesté hodině upravil kurz na sever směrem na Boku Kotorskou a mířil do vymezené hlídkové oblasti východo-severo-východně od Brindisi. V 7:15 byl hlídkami hlášen kouř nepřátelských lodí. Po ověření, že jde skutečně o lodě dohody, vyslal kapitán Johannes Liechtenstein radiovou depeši na velitelství v Boce Kotorské a Horthymu o kontaktu s nepřítelem a plnou parou vyrazil směrem k přístavu Ulcinj. Rychlosti torpédoborců 29 uzlů stačil pouze nejrychlejší italský torpédoborec Aquila, ostatní lodě dohody začaly zaostávat. Kapitán Johannes Liechtenstein postupně upravoval kurz, nejprve směrem na mys Rodoni později na mys Pali. V 8:15 se podařilo Aquile dostat na dostřel a zahájit palbu. Rakousko-uherské torpédoborce palbu opětovaly. Přestože pálily z děl menší ráže a hranici dostřelu, využívali létajícího člunu K153, který byl vybaven radiostanicí a korigoval jejich palbu. Granát Csepelu zasáhl kotelnu italského torpédoborce Aquila a vyřadil jej z provozu. Po deváté hodině kapitán Johannes Liechtenstein se svou skupinou dosáhl pobřeží ovládaného rakousko-uherským pobřežním dělostřelectvem. Pobřežní baterie u Mali Durcit vypálila několik dobře mířených salv, které přinutilo kontradmirála Actona ukončit pronásledování a vrátit se. Návrat torpédoborců kapitána Johannese Liechtensteina narušila ještě francouzská ponorka Bernoulli, která hlídkovala v Medovském zálivu. Její torpéda rychlé a obratné torpédoborce minula. Následně byla zachycena zpráva o zoufalém boji Horthyho křižníků s nepřátelskou přesilou. Kapitán Johannes Liechtenstein se neprodleně vydal na pomoc, ovšem záhy byl poplach odvolán, poté, co z křižníku SMS Sankt Georg byl zachycen signál o ústupu nepřítele. Torpédoborce nabraly kurz na Boku Kotorskou a šťastně dopluly do domovského přístavu.

### Vzpoura v boce Kotorské

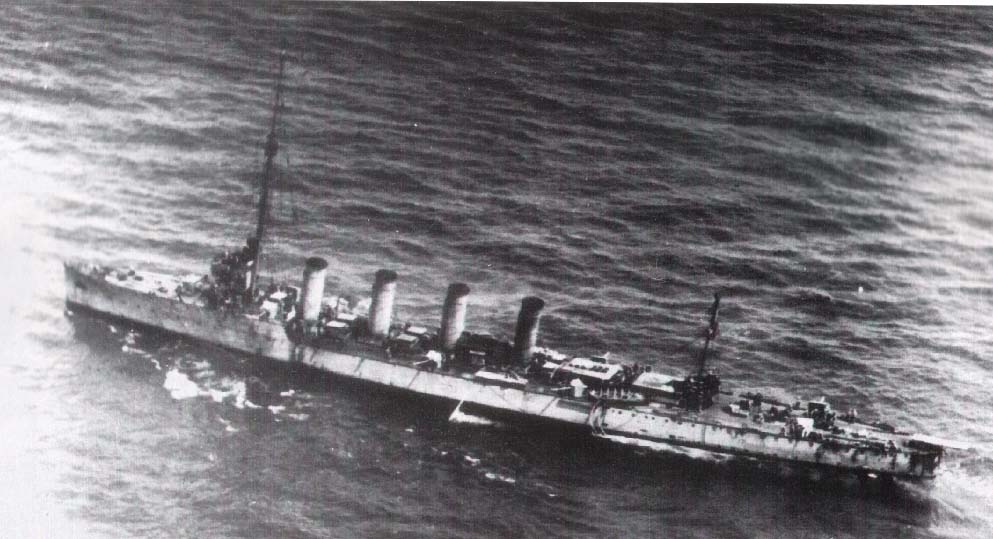
Křižník SMS Novara, na kterém velel od 25.8.1917 do 1918.

25. srpna 1917 k přebral velení na křižníku SMS Novara. Bojové operace se týkaly jen větších lodí a ponorek, ostatní nečinně kotvily v boce Kotorské. Nečinnost posádek, zhoršující se zásobování a další aspekty vedly ke vzpouře námořníků 1. února 1918 na vlajkové lodi křižníkové flotily, pancéřovém křižníku SMS Sankt Georg a křižníku SMS Kaiser Karl VI. Autorita a oblíbenost korvetního kapitána Johannese Liechtensteina způsobily, že posádka Novary se ke vzpouře nepřipojila. Kapitán Johannes Liechtenstein s pistolí v ruce zabránil výsadku vzbouřenců na palubu Novary. Poté, co křižník Sankt Georg namířil na Novaru svá 25 cm děla, nechal vyvěsit rudou vlajku. Taktéž, po jistém zaváhání učinil i velitel sesterské lodi SMS Helgoland kapitán řadové lodě Erich Heyssler. 2. února byla vypálena salva z pobřežní baterie, která se nepřipojila ke vzpouře. Zasažena byla obrněná loď Kronprinz Erzherzog Rudolf. K vyděšeným námořníkům Navary promluvil Johannes Liechtenstein ve čtyřech jazycích, vysvětlil danou situaci a nechal odejít všechny, kteří o to požádali. Nabídku využilo 200 námořníků. Na rozkaz služebně nejstaršího důstojníka Heysslera se vydaly Novara následována Helgolandem a 1. torpédovou flotilou do Risanské zátoky. 3. února se vzbouřenci vzdali a vzpoura tak byla ukončena. Závěrečné období 1. světové války bylo poznamenáno nečinností lodí.
Na konci října 1918 byl hrabě Johannes Liechtenstein pověřen úkolem zastupovat císařskou a královskou Kriegsmarine na jednáních o příměří s vítěznými mocnostmi. V posledních dnech zániku rakousko-uherské monarchie císař Karel povýšil knížete Johannese Liechtensteina do hodnosti kapitána řadové lodě.

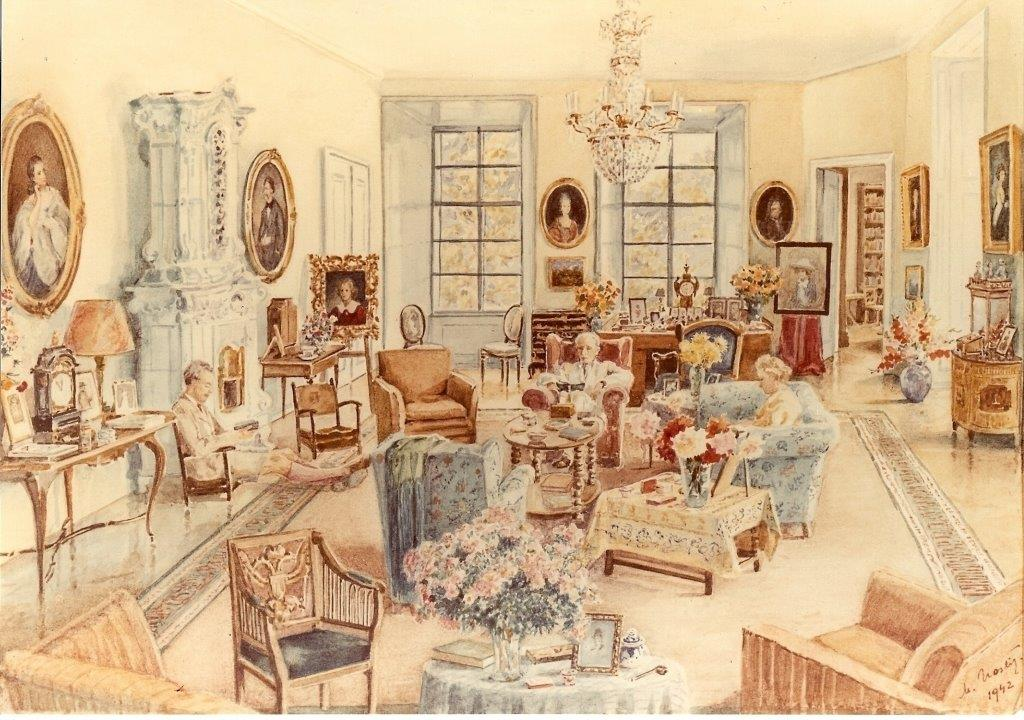
Jan z Lichtentenštejna s manželkou Marií Gabrielou a synem Karlem Emanuelem na zámku v Zahrádkách u České Lípy kolem roku 1942

Po skončení války kníže Johannes Liechtenstein žil střídavě na zámku Hollenegg a ve Vídni. Působil v Říšském spolku Rakušanů, kde načas zastával funkci předsedy. V roce 1939 na intronizaci Pia XII. v Římě zastupoval vládnoucího lichtenštejnského knížete Františka Josefa II.
Kníže Johannes Liechtenstein zemřel 3. září 1959 na rodném zámku Hollenegg a byl pochován v rodové hrobce ve Vaduzu 9. září 1959.

### Rodina
Kníže Johannes Liechtenstein se 6. září 1906 oženil v Budapešti s dvacetiletou Marií (Marizzou) hraběnkou Andrássyovou ze Czikszentkirály a Krásnej Hôrky (7. 12. 1886 Budapest – 14. 12. 1961 Vídeň). Z dlouhodobého harmonického svazku vzešli čtyři synové:
- 1. Alfred Geza Johann Dionys Maria Josef princ z Liechtensteinu (27. 6. 1907 Betliar/Betler – 28. 12. 1991 Frauenthal, Štýrsko), ženatý v roce 1932 s Ludmilou Annou Marií Melchior princeznou z Lobkowicz (1908–1974).
- 2. Karl Emanuel Johannes Gabriel Maria Josef princ z Liechtensteinu (22.10.1908 Betliar/Betler – 18. 10. 1987, Grabs, Švýcarsko), nebyl ženatý, bez potomků.
- 3. Johannes Franz princ z Liechtensteinu (18. 5. 1910 Vídeň – 22. 10. 1975 St. Gallen, Švýcarsko), ženatý v roce 1936 s Karolinou hraběnkou von Ledebur-Wicheln (1912–1996).
- 4. Constantin Franz princ z Liechtensteinu (23. 12. 1911 Vídeň – 28. 3. 2001 Grabs), ženatý v roce 1941 s Marií Elisabeth von Leutzendorff (1921 – zemřela při náletu v roce 1944), podruhé ženatý od roku 1976 s hraběnkou Helenou Esterházyovou z Galanty (1921–).

### Vyznamenání
neúplné
- Rytířský kříž Leopoldova řádu
- Vojenský záslužný kříž 3. třídy
- Vyznamenání za statečnost Signum laudis s vojenskou dekorací a mečem
- Řád železné koruny 3. třídy s vojenskou dekorací a mečem
- Řád zlatého rouna